# OGN Entus
OGN Entus是一支韩国电子竞技战队，其曾经拥有过绝地求生、部落冲突：皇室战争、英雄联盟、星际争霸II、魔兽争霸3和Special Force 2等项目分部。
战队曾以ProSuma为名征战星际争霸：母巢之战项目。2006年4月韩国财阀CJ集团获得了队伍的命名权，并将战队命名为CJ Entus征战星际争霸ProLeague。2012年5月24日，战队建立英雄联盟分部并征战英雄联盟韩国冠军联赛（当时联赛名是Ongamenet The Champions）。 2018年2月1日，战队更名为OGN Entus。
2020年11月28日，战队持有的最后一个分部绝地求生分部正式解散，其成员全部签约Damwon Gaming。

## 英雄联盟
CJ Entus英雄联盟分部曾拥有独立队伍，在2012OGN夏季赛遭到降级后，战队收购了Azubu的Frost和Blaze两支战队。
2016LCK夏季赛战队遭到降级，并之后两次升级失败，最终在2017年11月13日宣布分部解散。